# Campo Ameyalco
Campo Ameyalco är en ort i Mexiko.   Den ligger i kommunen Xochitepec och delstaten Morelos, i den sydöstra delen av landet, 80 km söder om huvudstaden Mexico City. Campo Ameyalco ligger 1 104 meter över havet och antalet invånare är 127.
Terrängen runt Campo Ameyalco är kuperad åt nordost, men åt sydväst är den platt. Terrängen runt Campo Ameyalco sluttar söderut. Runt Campo Ameyalco är det tätbefolkat, med 591 invånare per kvadratkilometer. Närmaste större samhälle är Cuernavaca, 19,3 km norr om Campo Ameyalco. I omgivningarna runt Campo Ameyalco växer huvudsakligen savannskog.